# Ферль (футбольный клуб)
«Ферль» — немецкий футбольный клуб из одноимённого города, в настоящий момент выступает в Третьей Лиге.

## История, описание
Клуб основан 6 сентября 1924 года, домашние матчи проводит на арене «Стадион на Постштрассе», вместимостью 5 001 зритель. «Ферль» никогда не поднимался выше уровня региональной лиги, лучшим достижением клуба в региональной лиге является 2-е место в сезоне 1994/95. В Кубке Германии клуб принимал участие 5 раз в своей истории, трижды он вылетал в первом раунде, и по одному разу доходил до второго и третьего раунда. В первом раунде Кубка Германии 1999/00 «Ферль» одержал свою самую громкую победу, победив в серии пенальти «Боруссию» из Мёнхенгладбаха, причём решающий пенальти забил самый известный игрок в истории клуба Арне Фридрих.
По итогам сезона 2019/2020, досрочно завершённого из-за риска распространения коронавирусной инфекции, клуб занял второе место в Региональной лиге «Запад». Из-за того, что у финишировавшего первым «Рёдингхаузена» не оказалось лицензии на выступлении в 3-й Лиге, «Ферль» подал заявку на участие в стыковых матчах. В соперники клубу достался «Локомотив» из Лейпцига, финишировавший первым в Региональной лиге «Северо-Восток». Игра в Лейпциге завершилась вничью — 2:2. Встреча в Ферле так же не выявила победителя и завершилась со счётом 1:1, однако по правилу гостевого гола «Ферль» вышел в 3-ю Лигу впервые в своей истории.